# Корона (Королівства Співдружності)
Корона (англ. The Crown) — держава у всіх її аспектах в межах юриспруденції Королівств Співдружності та їх складових частин (таких, як Коронні володіння, заморські території, провінції чи штати). Юридично визначений термін має різні значення залежно від контексту. Він використовується для позначення монарха або в особистій якості, як Глави Співдружності націй, або як короля чи королеви своїх королівств. Також цей термін може стосуватися верховенства права; однак, у загальній формі «Корона» посилається на функції уряду та державної служби.
Одноосібна корпорація, Корона — це правове втілення виконавчого, законодавчого та судового управління в монархії кожної країни. Ці монархії об'єднані особистим союзом свого монарха, але вони — незалежні держави. Концепція Корони розвинулася спочатку в Англії, як відокремлення буквальної корони та власності королівства від людини та особистої власності монарха. Термін поширився через англійську та пізніше британську колонізацію і тепер вкорінений у правовому лексиконі Сполученого Королівства, його коронних володіннях та інших 15 незалежних королівствах. Його не слід плутати з будь-якою фізичною короною або регаліями влади, такими як, наприклад, британські регалії.
Термін також зустрічається в різних виразах, таких як «земля корони», яку деякі країни називають «громадська земля» або «державна земля»; а також в деяких посадах, таких як Міністр Корони, Коронний повірений та Прокурор Корони.

## Концепція
Концепція Корони оформилась під час феодалізму. В Англії утворилися система в якій всі права та привілеї в кінцевому рахунку надавалися правителем. Наприклад, земля була передана короною лордам в обмін на феодальні послуги, а вони, в свою чергу, надавали землю меншим лордам. Винятком з цього явища був «сокаж», коли власники земельних ділянок підпорядковувалися лише Короні. Коли такі землі залишаються без власника, їх називають відумерлою спадщиною; тобто повернення до прямої власності Корони (Коронні землі). Bona vacantia — це королівська прерогатива, завдяки якій власність без власника, насамперед невитребувана спадщина, переходить у власність Корони.
Монарх живе втілення Корони і вважається уособленням держави. Таким чином, тіло суверена, який править, містить два різних стану в постійному співіснуванні: природно народжена людина і стан держави, наданий йому чи їй законом; Корона і монарх є «концептуально розділеними, але юридично нероздільними … посада не може існувати без посадовця». Терміни держава (англ. the state), Корона (англ. the Crown), Корона в Праві [юрисдикція] (англ. the Crown in Right of [jurisdiction]), Її Величність Королева в Праві [юрисдикція] (англ. Her Majesty the Queen in Right of [jurisdiction]), та подібні — це синоніми, а правосуб'єктність монарха іноді називається просто іменем відповідної юрисдикції (У країнах, що використовують системи державного управління, похідні від римського цивільного права, держава — це рівнозначна концепція Корони).
Король або королева є роботодавцем усіх державних чиновників та персоналу (включаючи намісників, суддів, членів збройних сил, поліцейських та парламентарів), опікуном прийомних дітей (коронних підопічних), а також власником усіх державних земель (коронна земля), будівель та обладнання (власність, що належить короні), державних компаній (коронних корпорацій), а також авторських прав на державні видання (авторське право корони). Це все належить становищу суверена, а не як особистості; все таке майно зберігається Короною постійно і не може бути продане сувереном без належних порад та згоди відповідних міністрів.
Корона також представляє правове втілення виконавчого, законодавчого та судового управління. Хоча правосуб'єктність Корони зазвичай розглядають як одноосібну корпорацію, для деяких цілей вона може бути описана як корпоративна сукупність на чолі з монархом.

## Відмінність монарха від Корони
Хоча Корона часто посилається на монарха, це посилання стосується монарха в якості монарха, і не посилається на цю особу в його або її сукупності інтересів та дій. Монарх може діяти як в офіційній якості (як Корона), так і в приватній якості. Цю подвійність характеристики можна проілюструвати кількома способами. Наприклад, королівські резиденції, Букінгемський палац — власність Корони через Власність Корони (урядовий орган), в той час як замок Балморал — приватна власність Єлизавети II, а не Корони. Королева може вільно відчужувати приватну власність, тоді як для будь-якого розпорядження майном Корони потрібно було б за допомогою урядового інструменту, такого як державного акт. Аналогічно, банківські рахунки королеви в «Coutts» (приватна установа, хоча головна організація, Королівський Банк Шотландії, є випадковою власністю держави в результаті застави банку під час фінансової кризи 2007—2008 років) містять лише її приватні багатства, тоді як ресурси монарха, який виступає в ролі Корони, передаються з Королівської Скарбниці та Власності Корони до Королівського домогосподарства. Третій приклад — трудові відносини; Єлизавета II може використовувати свої приватні ресурси для працевлаштування осіб для ведення її приватних справ (навіть якщо на практиці є ймовірність, що її приватні підприємства, такі як маєтки Балморал і Сандрингем, мають структуру як компанії, які є юридичними особами в шотландському та англійському законодавстві, та були би справжніми наймачами працівника, хоча це малоймовірно на практиці). Однак ті, хто працює на монарха як на Корону (наприклад, персонал у Букінгемському палаці), працевлаштовуються у Королівському домогосподарстві, офіційному департаменті, відповідальному за підтримку монарха. Ті, хто безпосередньо призначається на посади монархом (комісії в армії, судді судів Англії та Уельсу, губернатори канадських провінцій), формують третю категорію, де Корона як монарх починає змішуватися в Корону як державу. Строго кажучи, державні чиновники служать монарху, який діє офіційно, хоча він може найняти приватних захисників для здійснення дій у приватному житті. Таким чином, головний юрист монарха щодо англійського права — юрист уряду, генеральний прокурор, але в приватній якості вона використовує незалежну юридичну фірму.
Хоча існує різниця між двома станами монарха, офіційним та приватним, є виняток із цього правила, коли існує єдність стану; це стиль і форма звернення до монарха. Серед королівських прерогатив є право і влада монарха створювати стиль і наказувати іншим так називати їх, з таким поєднанням імені та номеру правителя, як вони хочуть (таким чином, Альберт, герцог Йоркський призначив себе Георгом VI при сходженні на престол). Це може змінюватися відповідно від Королівств Співдружності, але в цілому до монарха звертаються як до «Вашої Величності». Однак таке звернення також перенесено в приватну сферу монарха: Єлизавету II ніколи не називають Єлизавета Віндзор.
Корона, посилаючись на монарха на противагу державі, може посилатися лише на самого монарха. Це не стосується жодного іншого члена королівської родини, хоча члени королівської родини представляють Корону, займаючи (зазвичай церемоніальні) посади Корони. Таким чином вони є представниками та слугами Корони аналогічно міністрам, суддям, солдатам та державним службовцям.

## Подільність Корони
Історично Корона вважалася неподільною. Два судові рішення від 1982 та 2005 років спростували цю думку. Сьогодні Корона вважається окремою у кожній країні, провінції, штаті чи території, незалежно від ступеня її незалежності, які мають спільного монарха як частину місцевого самоврядування. Обмеження влади монарха відповідно до законів кожної території варіюється, тим самим визначаючи різницю між повним суверенітетом, напів суверенітетом, залежністю тощо.

### Королівства Співдружності

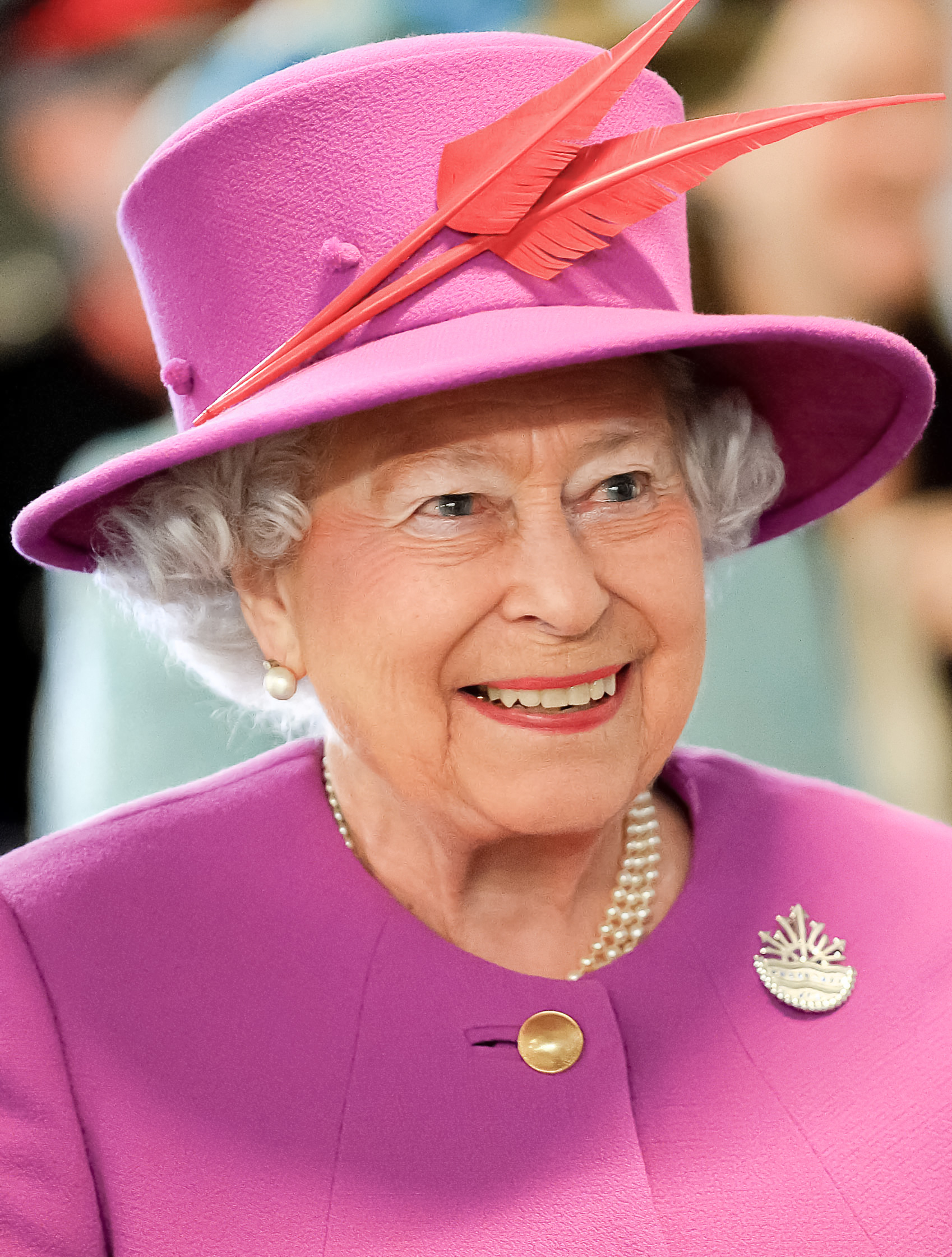
Єлизавета II живе втілення Корони у кожному з її Королівств Співдружності

Корона в кожному з Королівств Співдружності подібна, але окрема, юридична концепція. Щоб відрізнити роль установи в одній юрисдикції від її місця в іншій, у законодавстві Співдружності використовується вираз Корона в праві [місця] (англ. the Crown in right of [place]); наприклад, Корона в праві Сполученого Королівства, Корона в праві Канади, Корона в праві Австралії і так далі, тому що Канада і Австралія є федераціями, також є Корони в праві кожної канадської провінції та кожного австралійського штату.
Повноваження Корони здійснює або монарх особисто, або представник монарха у кожній юрисдикції за порадою відповідних місцевих міністрів Корони, законодавчого органу чи суддів, жоден з яких не може консультувати Корону з будь-якого питання, що стосується іншої юрисдикції Корони.

### Коронні володіння
У Джерсі дію Корони визначають в цій юрисдикції як Корона в праві Джерсі, з усію Коронною землею в бейлівіку Джерсі, що належить Короні в праві Джерсі, а не Коронним Володінням Сполученого Королівства.
Законодавство острова Мен також визначає Корону в праві Острова Мен, як окрему від Корони в праві Сполученого Королівства.
У Гернсі законодавство посилається на Корону в праві Бейлівіка, а юридичні працівники Корони Гернсі стверджують, що «Корона в цьому контексті звичайно означає Корону в праві республіки Бейлівік Гернсі», і що це включає «колективні урядові та громадянські інститути, створені і підпорядковані Монарху для управління цими островами, включаючи штати Гернсі та законодавчі органи на інших островах, Королівський суд та інші суди, лейтенант-губернатора, парафіяльну владу, та діяльність Корони через Таємній раду». Ця конституційна концепція також охарактеризована як Корона в праві Бейлівіка Гернсі.

### Британські заморські території
Після рішення лордів у 2005 році, вважається, що Королева у здійсненні своїх повноважень над британськими заморськими територіями діє не за порадами уряду Сполученого Королівства, а в ролі королеви кожної території, за винятком виконання міжнародної зобов'язань Сполученого Королівства за свої території. Для виконання рішення суду територіальні губернатори тепер діють за порадами виконавчої влади кожної території, і уряд Сполученого Королівства вже не може заборонити законодавство, прийняте територіальними законодавчими органами.

## У судах
У кримінальному провадженні держава є стороною, що переслідує, і зазвичай в заголовку або назві справи позначається як R v — де R може виступати за Rex (якщо нинішній монарх чоловік) або Regina (якщо монарх жінка) проти відповідача; наприклад, кримінальну справу проти Сміта можна назвати як R v Smith, і в усній формі читати як Корона проти Сміта. У повідомленні про обвинувачення може бути зазначено «The Queen — v — Відповідач», а також «R v Відповідач».
У Шотландії кримінальне переслідування від імені Корони здійснює Лорд-адвокат (або відповідний фіскальний прокурор). Відповідно, абревіатура HMA використовується у Високому суді правосуддя для «Адвоката Його/Її Величності» (англ. «His/Her Majesty's Advocate») замість Rex чи Regina.
В Австралії кожен штат використовує R у назві кримінальних справ, а The Queen (Королева) або The King (Король) у кримінальних апеляційних справах (тобто назва справи на судовому засіданні буде R v Smith; у разі апеляції назва справи — Smith v The Queen). Зазвичай судді посилаються на сторону обвинувачення як просто «обвинувачення» у тексті судових рішень (рідко в тексті використовується The Crown, та ніколи R). У цивільних справах, коли Корона сторона процесу, прийнято перелічити відповідного урядового міністра як сторону. Коли справа оголошується в суді, діловод чи судовий пристав називають корону усно як «Наша суверенна леді Королева» (англ. «Our Sovereign Lady the Queen») або «Наш суверенний лорд Король» (англ. «Our Sovereign Lord the King»).
У Новій Зеландії судова звітність, новини посилаються на юриста, який виступає обвинувачем (часто його називають прокурором Корони (англ. Crown prosecutor), як у Канаді та Сполученому Королівстві), як на представника Корони.
Корона також може бути позивачем або відповідачем у цивільних справах, стороною яких є уряд Королівства Співдружності. Такі Коронні провадження часто підпадають під особливі правила та обмеження.
Колись позови Qui tam від імені Корони були поширеними, але стали незвичними, оскільки «Закон про загальних інформаторів» 1951 року припинив практику дозволу таких позовів звичайними інформаторами.